# Swinford (County Mayo)
Swinford (irisch Béal Átha na Muice, „Mündung der Furt des Schweins“) ist eine Landstadt in Irland. Sie liegt im Osten des County Mayo in der Provinz Connacht an einem Zufluss des River Moy. Beim Census 2022 lebten 1459 Einwohner in der Stadt. Das ist gegenüber 1996 nur ein geringer Zuwachs; damals waren es 1386 Einwohner.

## Verkehr
Swinford liegt an den Nationalstraßen N5 (Westport–Longford) und N26 (Ballina–Swinford). Am 1. Oktober 1895 erhielt die Stadt einen Eisenbahnanschluss. Am 17. Juni 1963 wurde der Personen- und am 3. November 1975 der Gesamtverkehr eingestellt. Über eine Reaktivierung der Strecke wird immer mal wieder geredet.

## Sehenswürdigkeiten
- Katholische Kirche (erbaut 1891)

## Sport
- 9-Loch-Golfplatz

## Kultur
In Swinford findet jährlich im Sommer das größte Straßenfestival im County Mayo statt.

## Söhne und Töchter des Ortes
- Thomas Martin Aloysius Burke (1840–1915), Bischof von Albany (New York)